# George Fonder
George Fonder, ameriški dirkač Formule 1, * 22. junij 1917, Elmhurst, Pensilvanija, ZDA, † 14. junij 1958, Hatfield, Pensilvanija, ZDA.

## Življenjepis
Fonder je pokojni ameriški dirkač, ki je med letoma 1949 in 1954 sodeloval na ameriški dirki Indianapolis 500, ki je med letoma 1950 in 1960 štela tudi za prvenstvo Formule 1. Najboljši rezultat je dosegel na dirki leta 1952, ko je zasedel petnajsto mesto. Leta 1958 se je smrtno ponesrečil na dirki v Hatfieldu.